# جابدة
جابدة أو كابدة هي منطقة عراقية في مقاطعة البادية الجنوبية في غرب قضاء الزبير، في محافظة البصرة بجنوب العراق، بينها وبين مركز محافظة البصرة 80 كيلومتراً شرقاً، وبينها وبين الغبيشية 15 ميلاً، جابدة في شمال شرق بصية وبينهما 110 كيلومترات، وفي سنة 1949 كان فيها 11 بئراً مالحة غزيرة المياه، وفي سنة 1933 كان فيها 20 بئراً أكثرهن جافّات، عمق الماء 45 قدماً.